# Лимоне
Лимоне́ (фр.  Limonest) — коммуна во Франции, в регионе Овернь — Рона — Альпы, в составе Лионской метрополии. Административный центр кантона Лимоне. Код INSEE коммуны — 69116.

## География

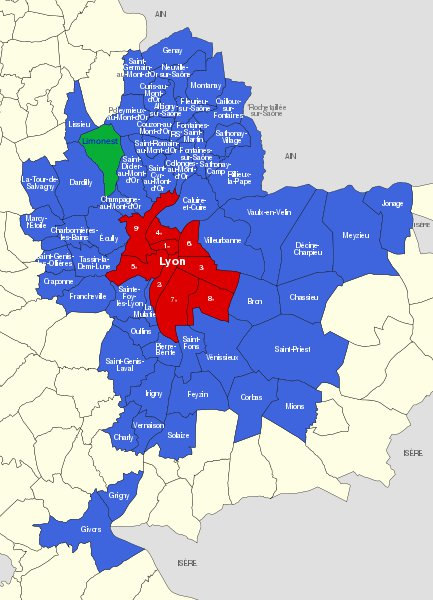
Положение Лимоне на карте Лионской метрополии:
Лимоне
Лион
Лионская метрополия
Департамент Рона

Коммуна расположена приблизительно в 455 км к юго-востоку от Парижа, в 4,5 км к северо-западу от Лиона, на краю автодороги A6.
Территория коммуны находится на высотах в северо-восточной части Центрального массива. 65% площади коммуны — естественная природа.

## История
В окрестностях Лимоне произошла одна из битв заключительного этапа Наполеоновских войн. 16—20 марта 1814 года австрийские войска разбили здесь так называемую Ронскую армию под командованием генерала Ожеро. Французы отступили в Лион, а 21 марта туда вошли австрийцы. После падения Первой империи регион оставался оккупированным австрийскими войсками с 1815 по 1818 годы.

## Население
| Численность населения | Численность населения | Численность населения | Численность населения | Численность населения | Численность населения | Численность населения | Численность населения | Численность населения |
| 1793                  | 1800                  | 1806                  | 1821                  | 1831                  | 1836                  | 1841                  | 1846                  | 1851                  |
| --------------------- | --------------------- | --------------------- | --------------------- | --------------------- | --------------------- | --------------------- | --------------------- | --------------------- |
| 551                   | ↘548                  | ↗596                  | ↘520                  | ↗745                  | ↗906                  | ↗1082                 | ↗1153                 | ↘1060                 |
| 1856                  | 1861                  | 1866                  | 1872                  | 1876                  | 1881                  | 1886                  | 1891                  | 1896                  |
| ↗1119                 | ↘1065                 | ↘1031                 | ↘939                  | ↗1212                 | ↘979                  | ↘910                  | ↘909                  | ↗946                  |
| 1901                  | 1906                  | 1911                  | 1921                  | 1926                  | 1931                  | 1936                  | 1946                  | 1954                  |
| ↗981                  | ↗1039                 | ↘933                  | ↘910                  | ↗985                  | ↗1000                 | ↗1113                 | ↗1321                 | ↗1615                 |
| 1962                  | 1968                  | 1975                  | 1982                  | 1990                  | 1999                  | 2006                  | 2011                  | 2014                  |
| ↘1492                 | ↗1751                 | ↗1941                 | ↗2131                 | ↗2459                 | ↗2733                 | ↗3007                 | ↗3312                 | ↗3491                 |

## Администрация
| Период | Период | Фамилия      | Партия | Примечания |
| ------ | ------ | ------------ | ------ | ---------- |
| с 1979 |        | Макс Венсан  |        |            |
| 1971   | 1979   | Г-н Бонтон   |        |            |
| 1965   | 1971   | Г-н Бустюг   |        |            |
| 1950   | 1965   | Антуан Годар |        |            |
| 1945   | 1950   | Этьен Фийо   |        |            |

## Экономика
В Лимоне находится технопарк Парк дю Пюи д'Ор (Parc du Puy d'Or), являющийся частью Западно-лионского экономического полюса.
На землях коммуны, на возвышенностях Мон-Вердэн, расположена база Военно-воздушных сил Франции. Также в коммуне расположена антенна торгово-промышленной палаты Лиона.

## Достопримечательности
- Замок Барольер (fr:Château de La Barollière) XIV века, с 1926 года в список культурного наследия Франции
- Замок Сандар (fr:Château de Sandar) XV—XVI веков
- Замок Сан-Суси (fr:Château de Sans-Souci) XVII века
- Церковь Сен-Мартен (Église Saint Martin) 1845 года
- Батарея Каррьер (fr:Batterie des Carrières) — фортификационное сооружение 1874 года

## Фотогалерея

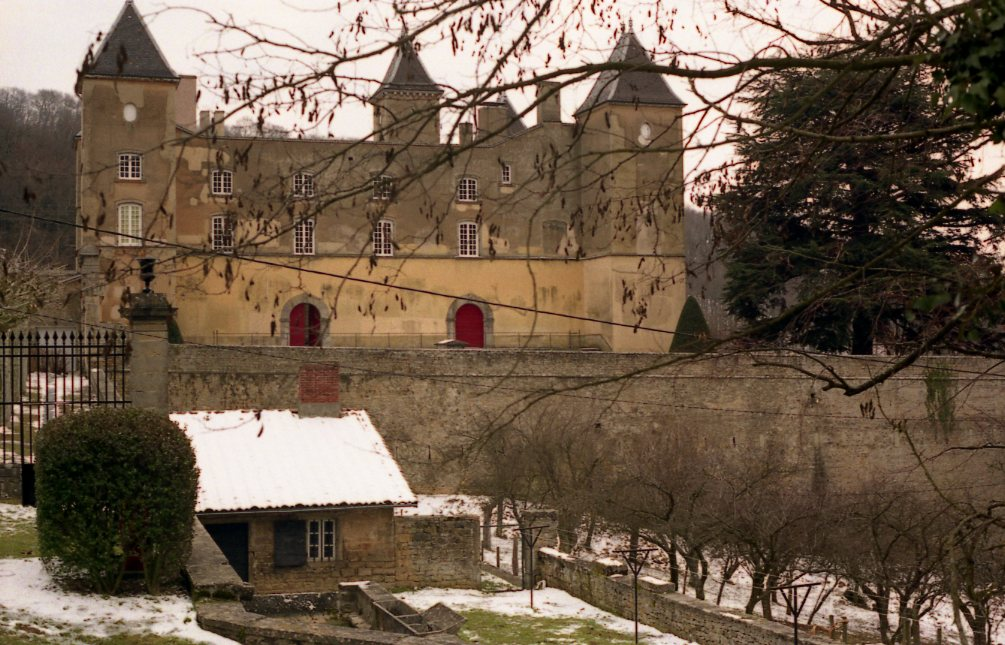
Замок Барольер
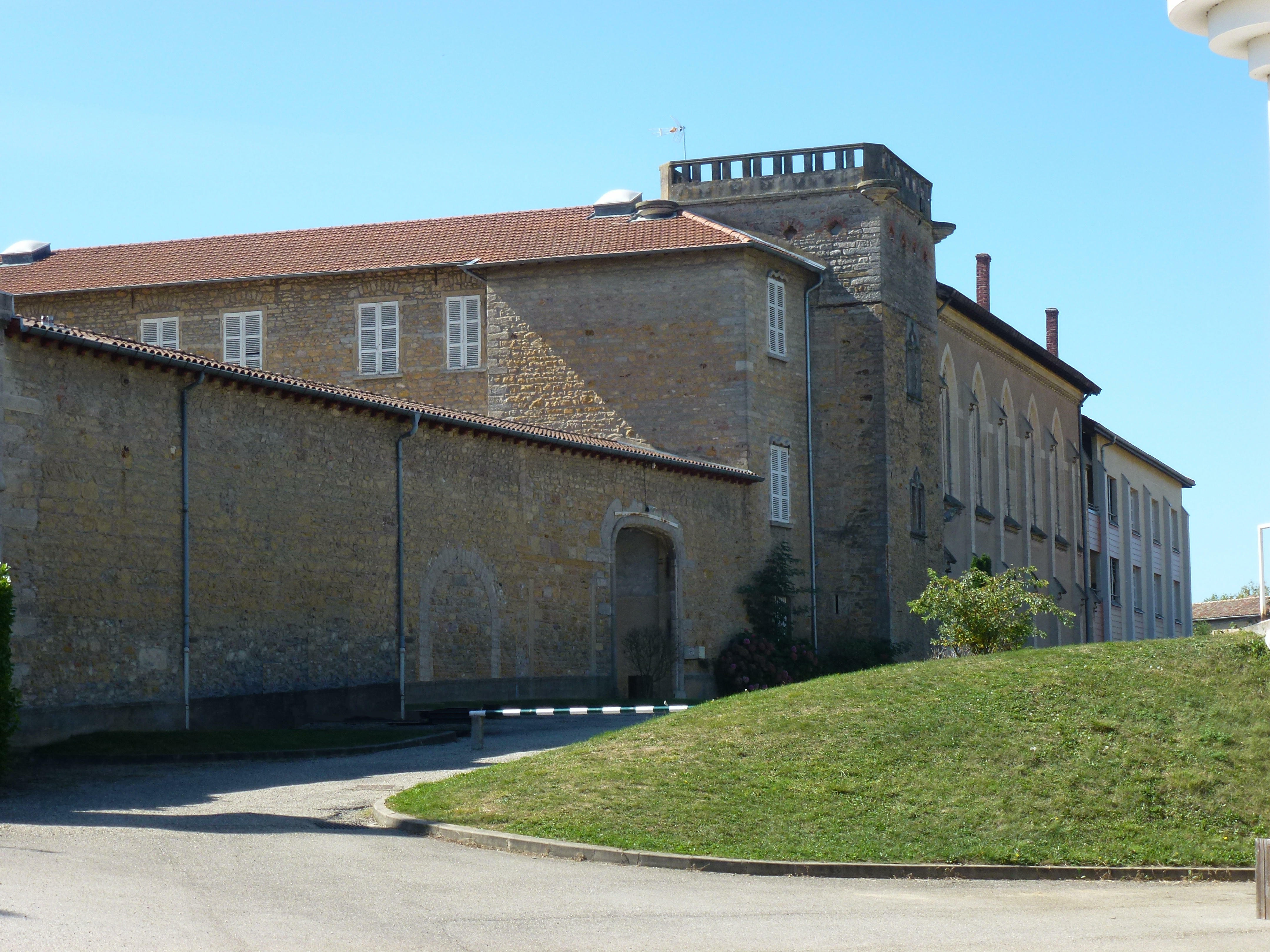
Замок Сандар
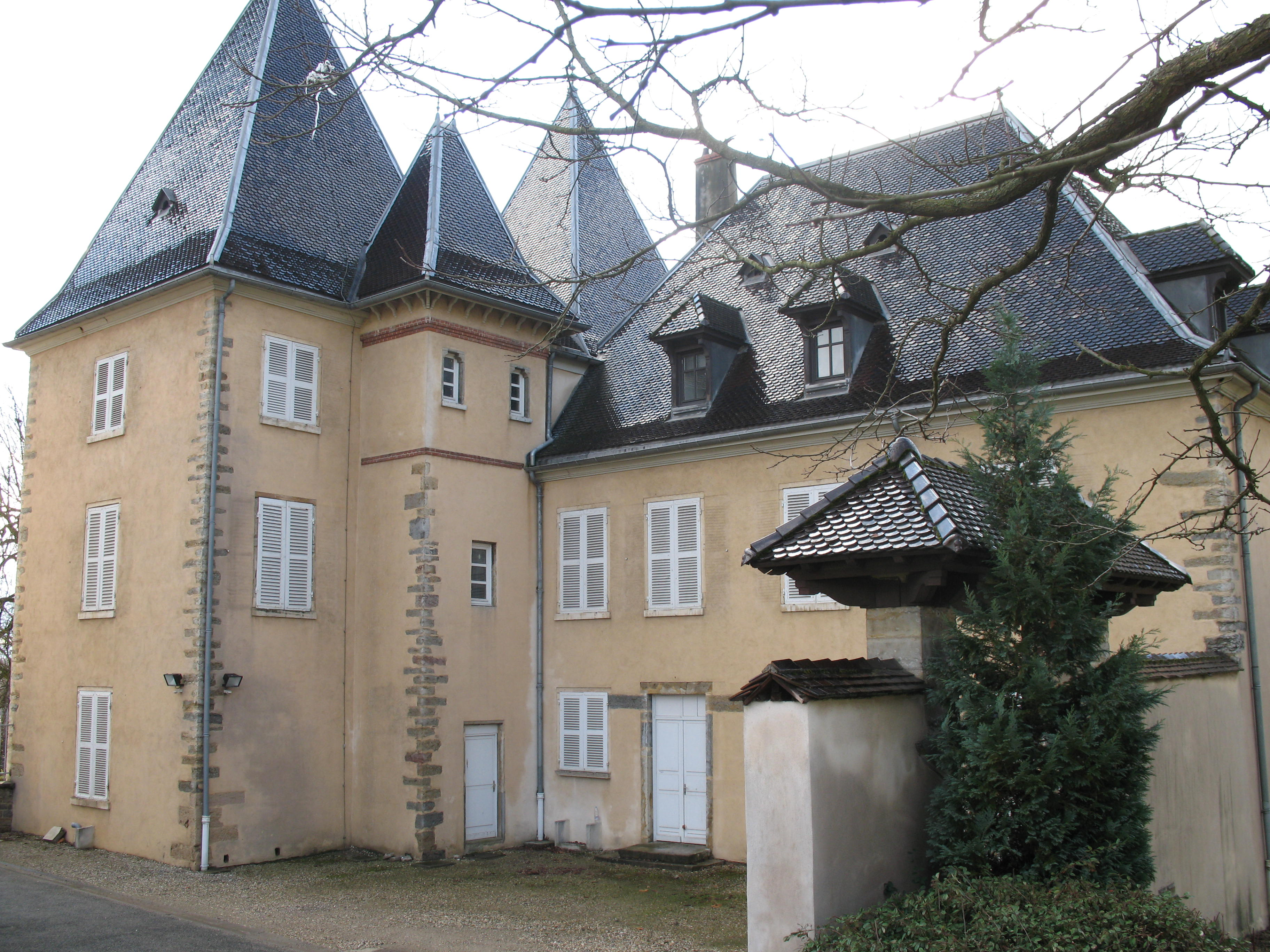
Замок Сан-Суси
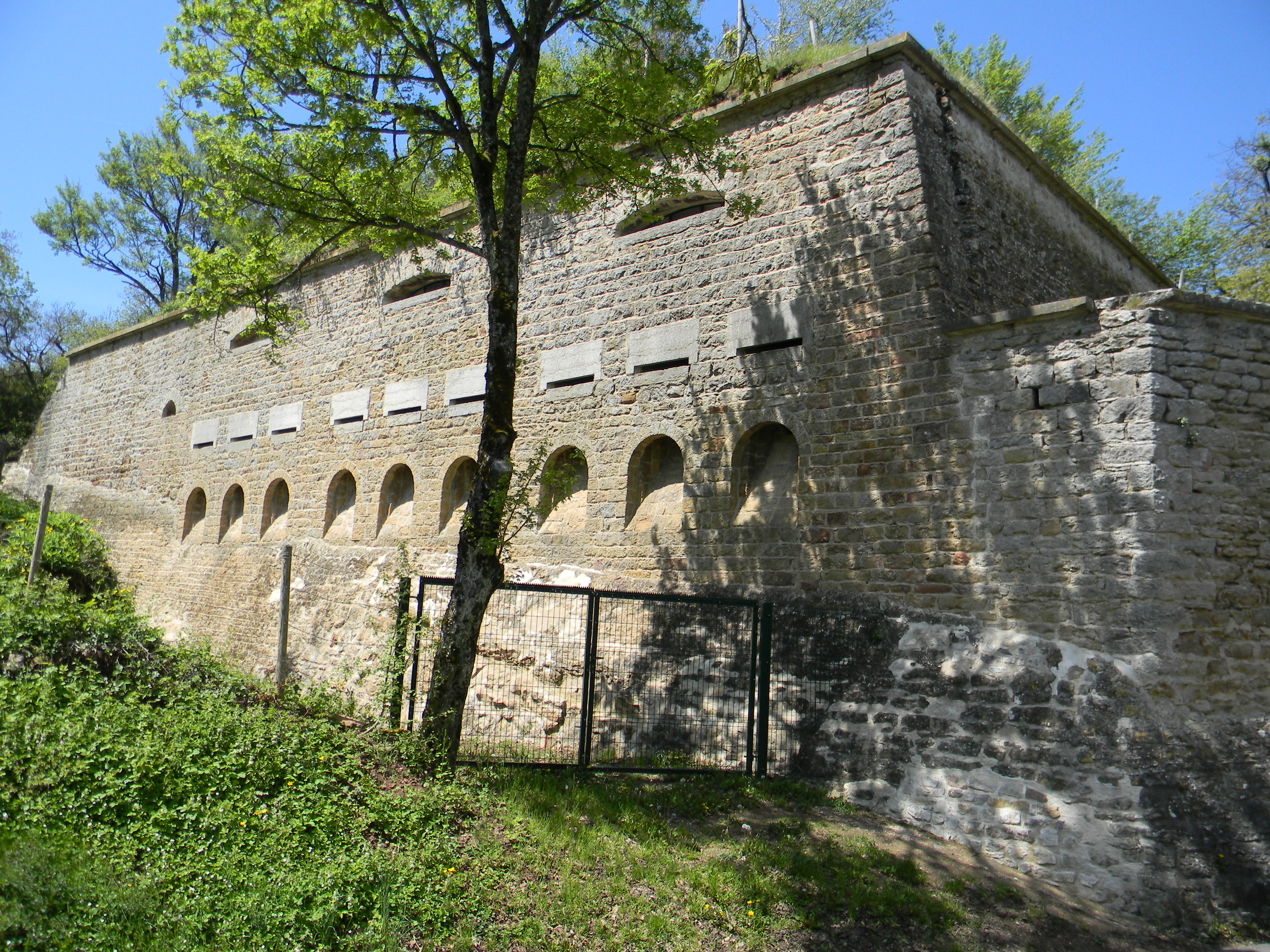
Батарея Каррьер
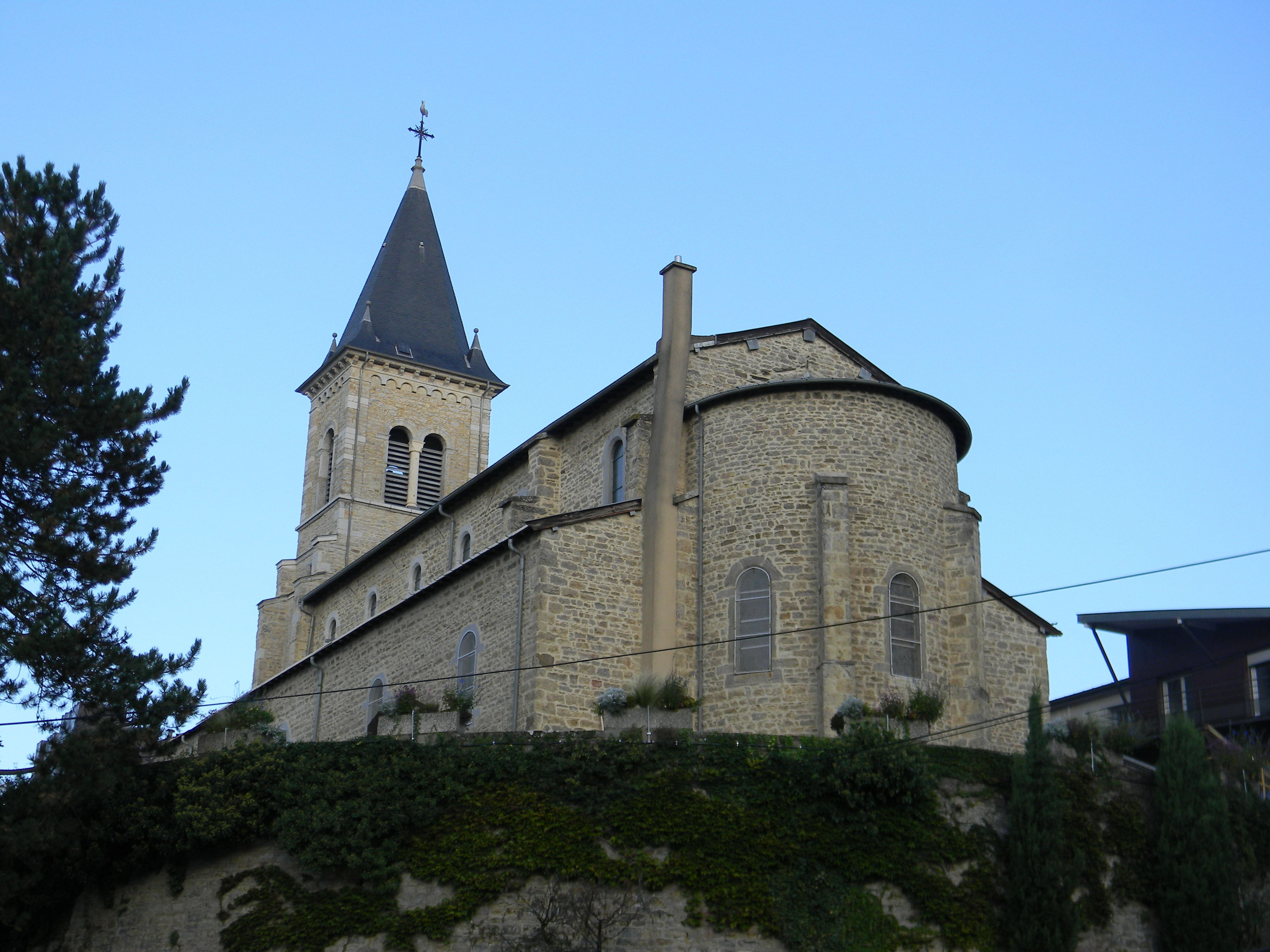
Церковь Сен-Мартен
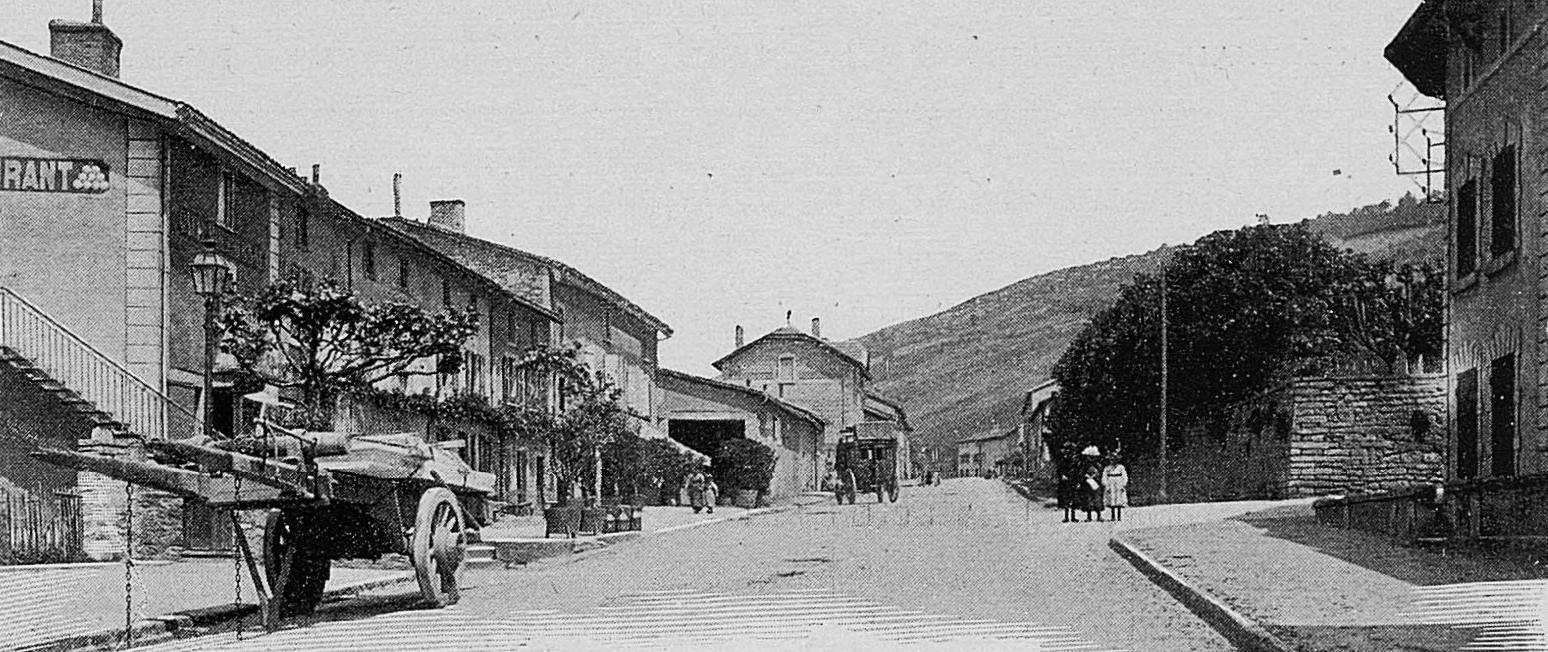
Лимоне в 1901 или 1902 году
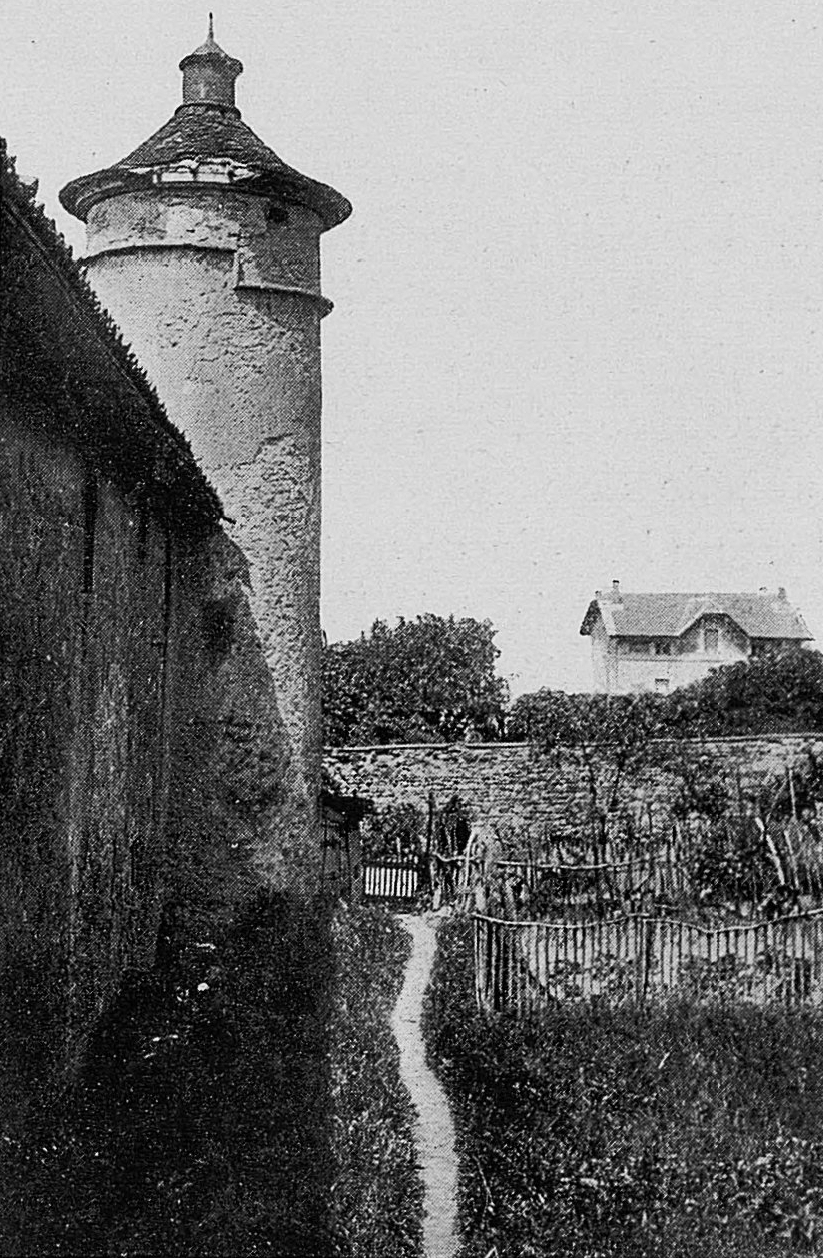
Башня Кузнечного дома в начале XX века
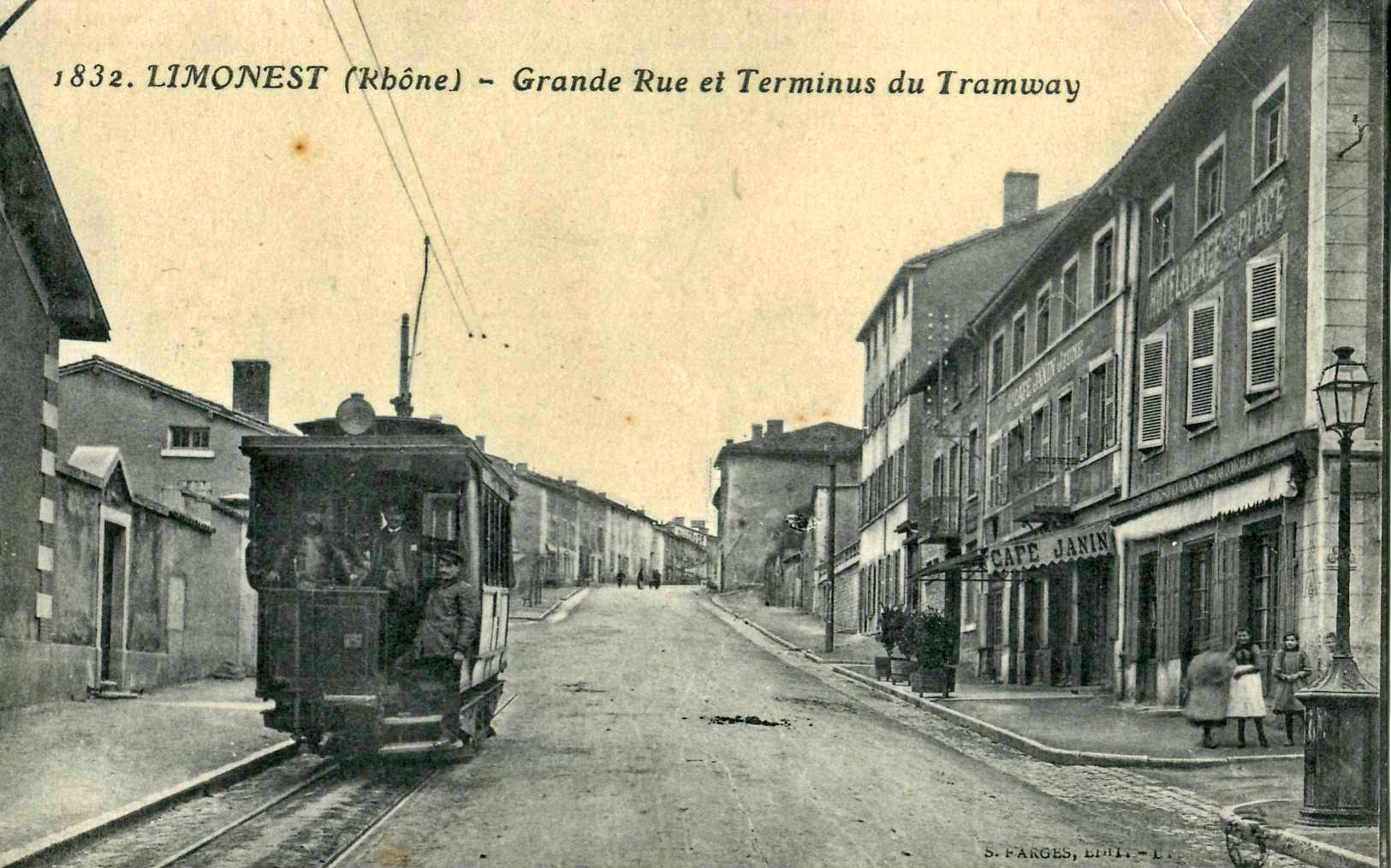
С 1898 по 1930 года Лимоне был конечной остановкой лионских трамваев